# Anolis barbatus
Anolis barbatus är en ödleart som beskrevs av  Garrido 1982. Anolis barbatus ingår i släktet anolisar, och familjen Polychrotidae. Inga underarter finns listade i Catalogue of Life.

## Bildgalleri

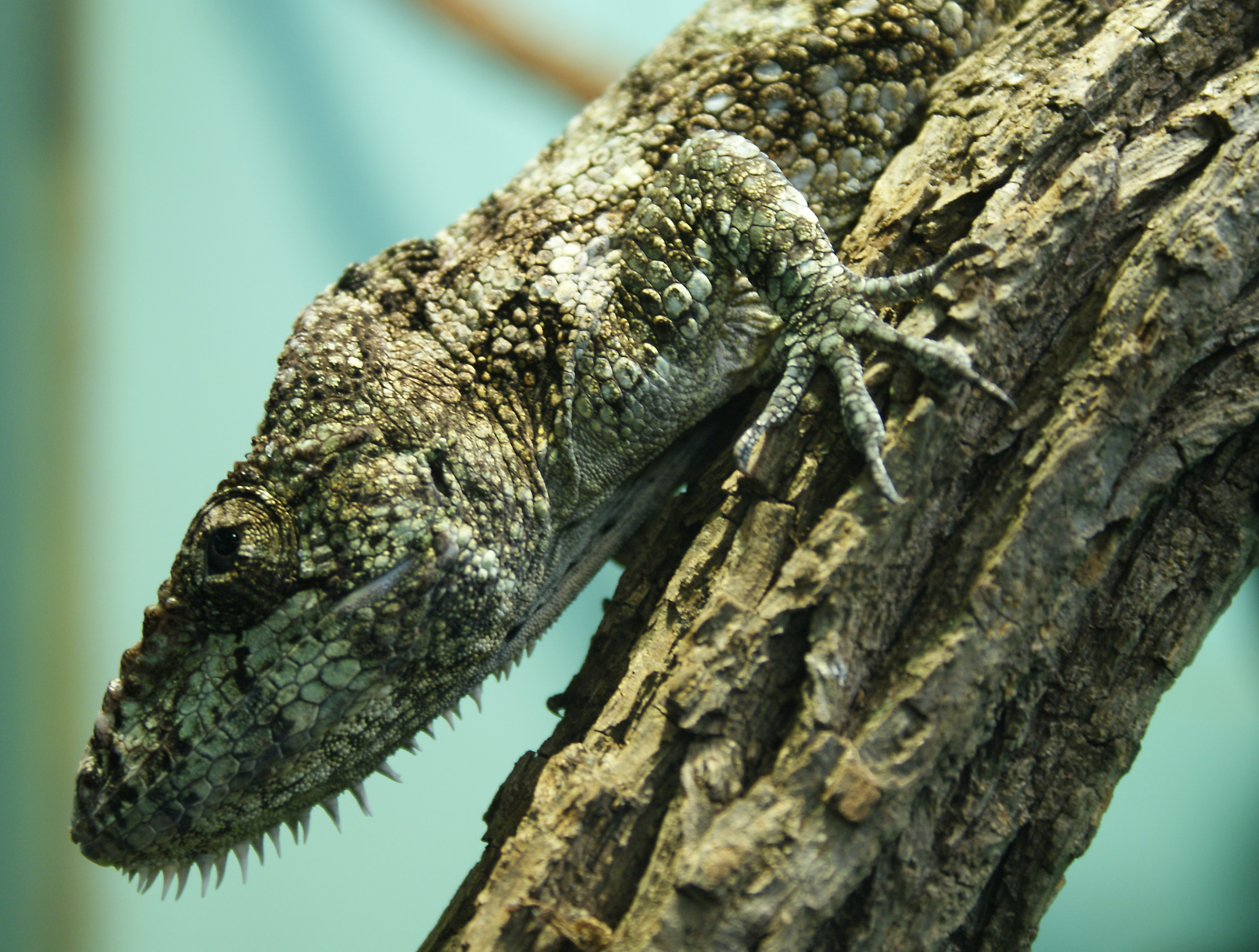
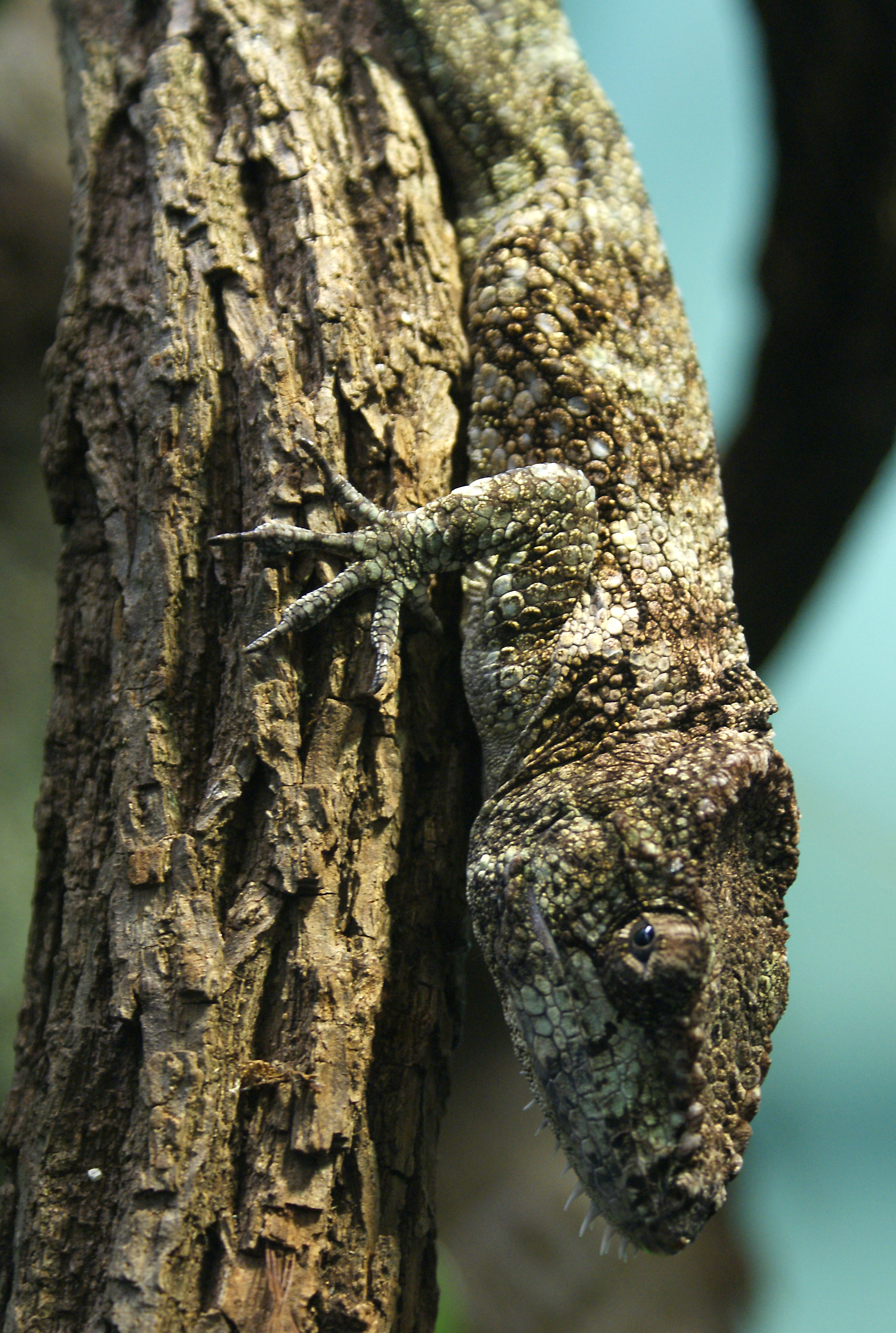
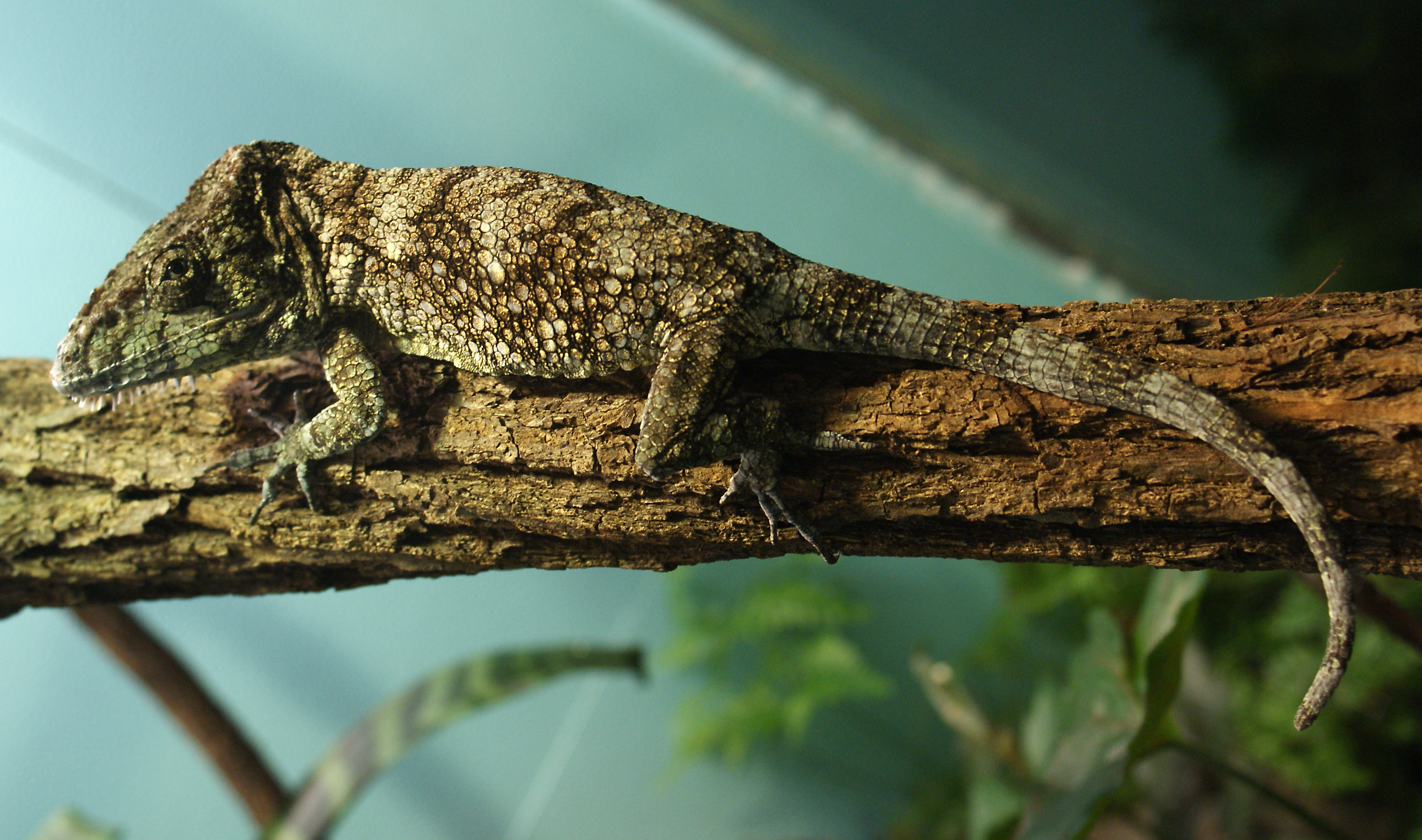
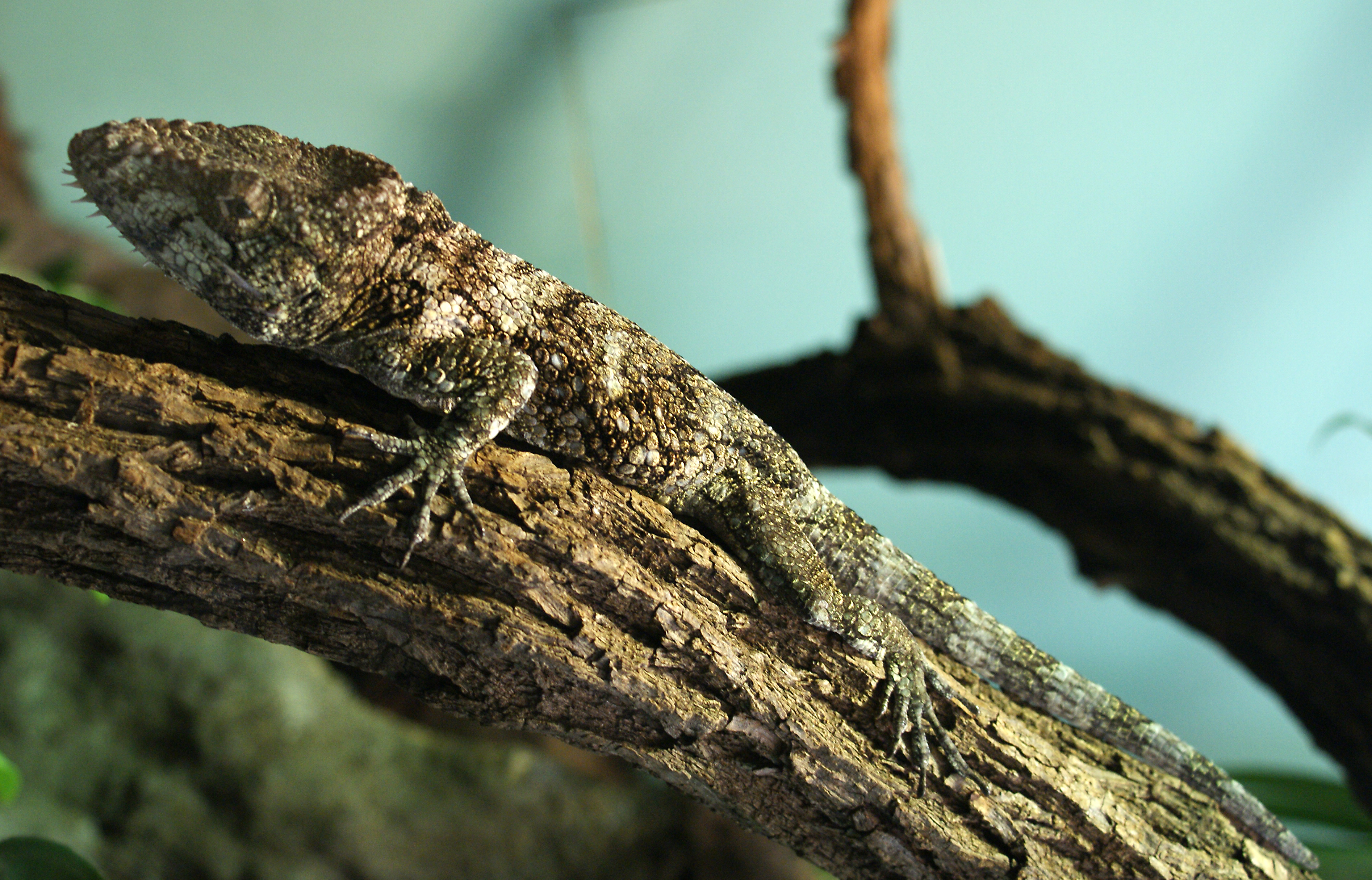
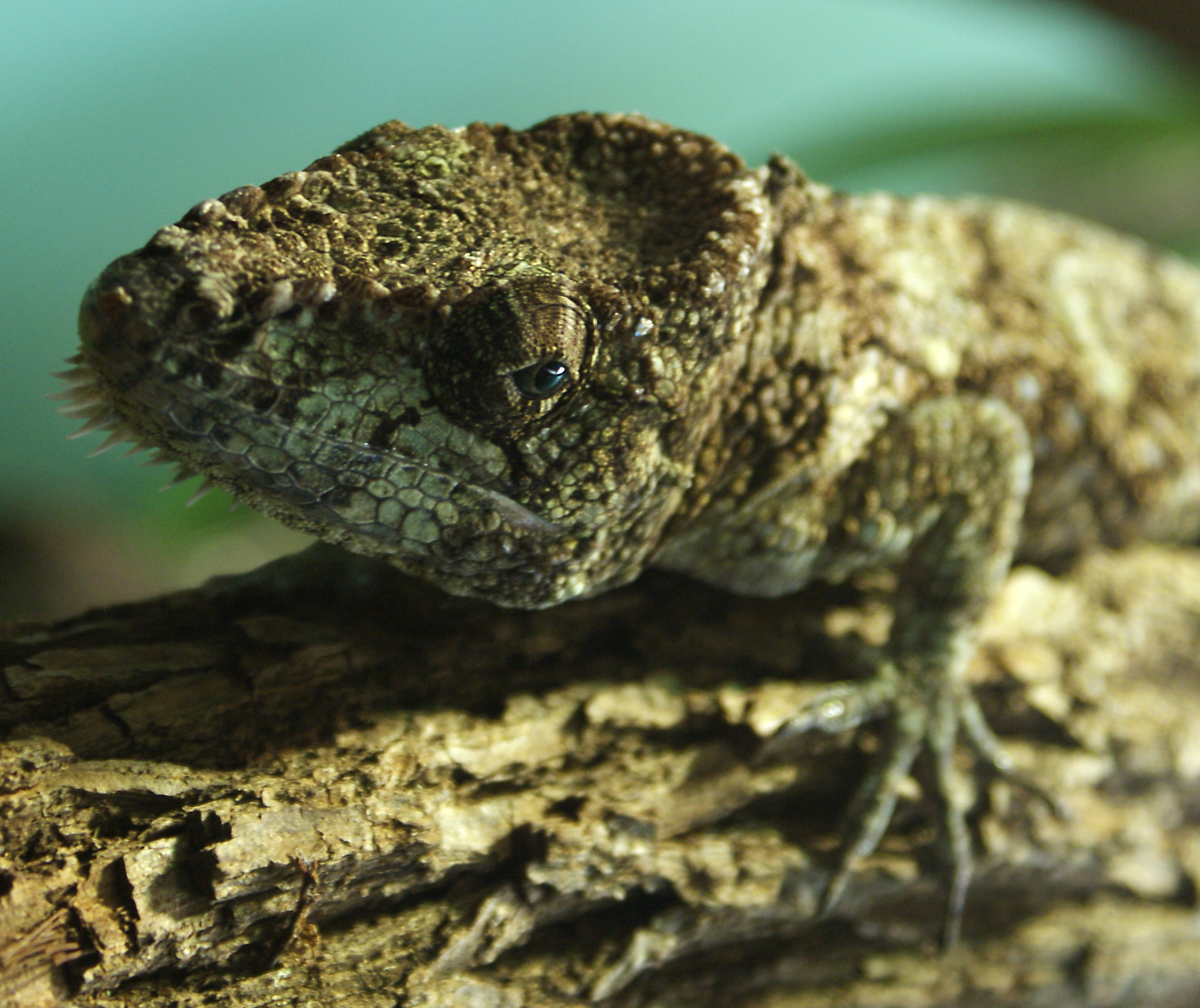
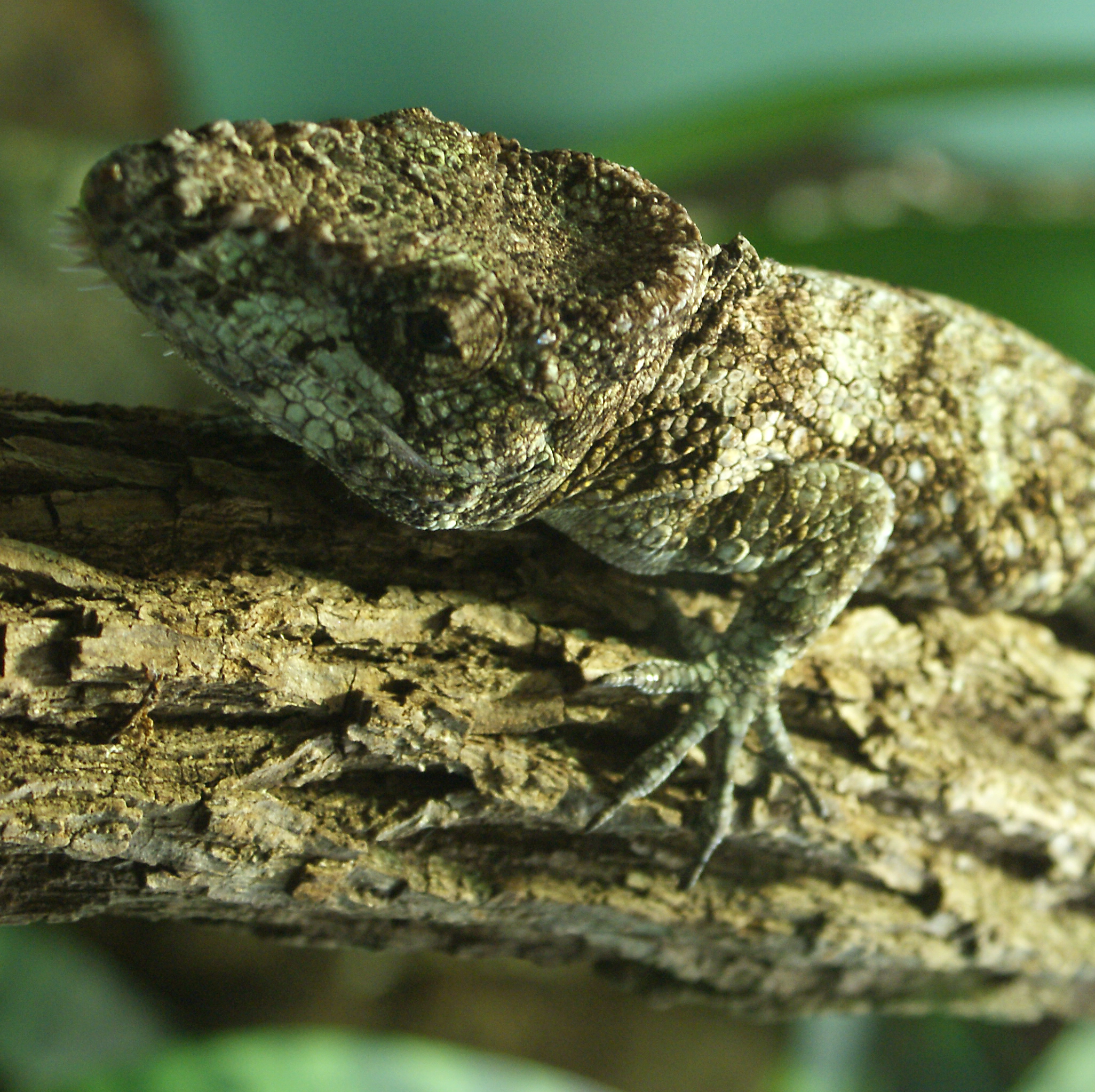